# Friedrich Deidesheimer

Friedrich Deidesheimer (zeitgenössisches Foto)

Friedrich Deidesheimer (* 1. März 1804 in Neustadt an der Haardt; † 5. Juli 1876 ebenda) war ein deutscher Kaufmann und Weingutsbesitzer. Er setzte sich für den Erhalt der Presse- und Meinungsfreiheit in Deutschland ein und war Redner des Hambacher Festes von 1832.
Deidesheimer war Mitunterzeichner der Einladung zum Hambacher Fest. Ein Verfahren wegen "Aufreitzung zum Umsturz der Staatsverfassung" wurde am 26. Mai 1833 vom Appellationsgericht Zweibrücken eingestellt, wie im Schwarzen Buch der Frankfurter Bundeszentralbehörde (Eintrag Nr. 291) festgehalten ist.
Er lebte in Neustadt, wo er auch als Bürgermeister tätig war.
Im Jahr 1872 fand eine Erinnerungsfeier an das Hambacher Fest statt, in der er als Veteran der seinerzeitigen Geschehnisse eine Rede hielt.